# بيرت ميتشيل
بيرت ميتشيل (بالإنجليزية: Bert Mitchell)‏ (22 يناير 1922 بستوك أون ترينت في المملكة المتحدة - 1 أبريل 1997) هو لاعب كرة قدم بريطاني (وحمل سابقاً جنسية المملكة المتحدة لبريطانيا العظمى وأيرلندا) في مركز جناح. لعب مع بلاكبيرن روفرز وستوك سيتي ونادي ساوثبورت ونادي لوتون تاون ونادي ميدلزبره ونادي نورثامبتون تاون ونادي كيترينغ تاون وستافورد رينجرز ونادي كيدرمينستر هاريرز لكرة القدم ونادي تلفورد يونايتد.